# Yikuang, Príncipe Qing
Yikuang (manchú: ᡳ ᡴᡠᠸᠠᠩ,  I-kuwang; 16 de noviembre de 1838-28 de enero de 1917), conocido formalmente como Príncipe Qing (o Príncipe Ch'ing), fue un noble y político de la dinastía Qing. Fue el primer Primer Ministro del Gabinete Imperial, cargo creado en mayo de 1911 para sustituir al Gran Consejo.

## Primeros años y carrera
Yikuang nació en el clan Aisin-Gioro como hijo mayor de Mianxing (綿性), un noble menor que ostentaba el título de buru bafen fuguo gong (duque de tercer rango). Fue adoptado por su tío, Mianti (綿悌), que ostentaba el título de zhenguo jiangjun (príncipe) de tercera clase. Su abuelo era Yonglin, el decimoséptimo hijo del emperador Qianlong y el primero en la línea sucesoria al título de Príncipe Qing, uno de los 12 principados del "gorro de hierro" de la dinastía Qing.
Yikuang heredó el título de fuguo jiangjun (general de segundo rango) en 1850 y fue promovido a beizi (príncipe de cuarto rango) en 1852. En enero de 1860, el emperador Xianfeng elevó aún más a Yikuang a la categoría de beile (príncipe). En octubre de 1872, después de que el emperador Tongzhi se casara con la emperatriz Xiaozheyi, éste ascendió a Yikuang a junwang (príncipe de segundo rango) y lo nombró yuqian dachen (御前大臣; un ministro superior que depende directamente del emperador).

## Servicio bajo el emperador Guangxu

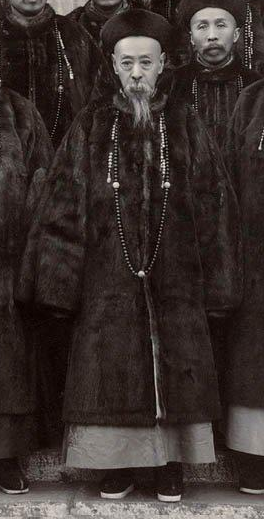
Yikuang

Yikuang empezó su carrera política bajo la protección de la emperatriz viuda Cixi. En marzo de 1884, durante el reinado del emperador Guangxu, Yikuang fue puesto a cargo del Zongli Yamen (el Ministerio de Asuntos Exteriores de facto) y se le dio el título de "Príncipe Qing de Segundo Rango" (慶郡王), en sustitución del príncipe Gong, que había caído en desgracia tras la destrucción de la flota de Beiyang durante la guerra chino-japonesa. En septiembre de 1885, se le encomendó la tarea de asistir a Príncipe Chun en la supervisión de los asuntos marítimos y navales. En febrero de 1886, se le concedió el privilegio de entrar en la corte imperial interior para reunirse con el emperador. En enero de 1889, se le otorgó un nombramiento adicional: you zongzheng (右宗正; director derecho del Tribunal del Clan Imperial). Después de que el emperador Guangxu se casara con la emperatriz Xiaodingjing en 1889, Cixi concedió privilegios adicionales a Yikuang. En 1894, cuando la emperatriz viuda Cixi celebró su 60.º cumpleaños, emitió un edicto por el que se promovía a Yikuang al estatus de qinwang (príncipe de primer rango), por lo que Yikuang fue conocido formalmente como "Príncipe Qing de primer rango".
Hacia octubre de 1894, durante la Primera Guerra Chino-Japonesa, Yikuang fue nombrado para los cargos de alto comisionado del almirantazgo, el Zongli Yamen, y de operaciones de guerra, convirtiéndose este último casi en un cuartel general del gobierno chino, y Yikuan en uno de los principales políticos de la corte china. Yikuang estaba involucrado en la "venta" de puestos oficiales, en la que una persona podía obtener un puesto oficial a través de la recomendación del príncipe pagándole una determinada suma de dinero. Se convirtió en una "persona de referencia" para los tratos secretos en la política.
Durante la Rebelión de los Bóxers de 1899-1901, Yikuang simpatizó más con los occidentales, mientras que Zaiyi (Príncipe Duan) y la emperatriz viuda Cixi se posicionaron del lado de los Bóxers contra los extranjeros. Se formaron dos facciones en la corte imperial Qing: una comprendía una serie de políticos "moderados" a favor de los extranjeros, entre ellos Yikuang, mientras que otra facción xenófoba estaba encabezada por Zaiyi. Sin embargo, Yikuang fue desacreditado por su postura pro-extranjera cuando una fuerza militar multinacional marchó hacia Pekín durante la Expedición Seymour de 1900. Fue inmediatamente sustituido por el "reaccionario" Zaiyi como líder del Zongli Yamen (el Ministerio de Asuntos Exteriores). Las fuerzas imperiales Qing y los bóxers, actuando bajo el mando de Zaiyi, derrotaron a la primera expedición de Seymour. Yikuang incluso escribió cartas a los occidentales, invitándolos a refugiarse en el Zongli Yamen durante el Asedio de las Legaciones Internacionales, cuando los hombres de Zaiyi asediaron el distrito de las Legaciones de Pekín. Otro general pro-occidental, Ronglu, se ofreció a dar escolta a los extranjeros cuando sus soldados debían matar a los extranjeros. Las fuerzas de Yikuang y Zaiyi se enfrentaron en varias ocasiones. Yikuang ordenó a sus propios hombres de bandera que atacaran a los bóxers y a los Kansu Braves.

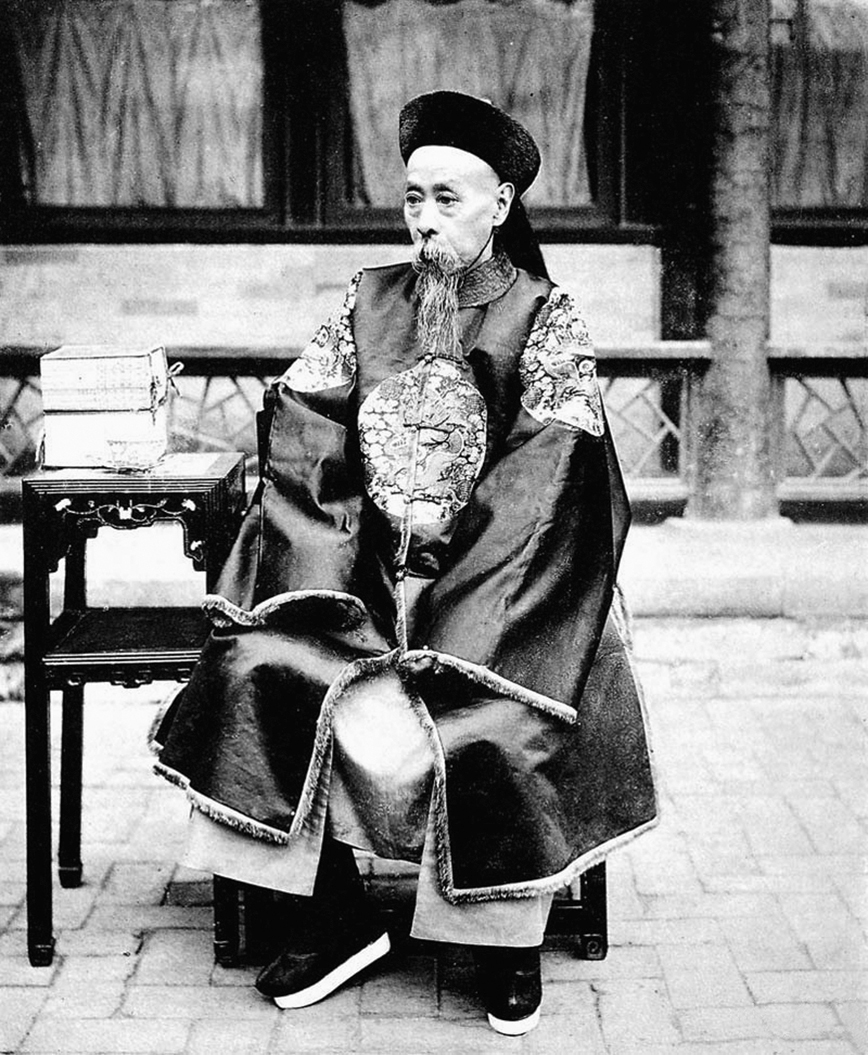
Foto de Yikuang

Cuando la expedición de socorro llegó a Pekín tras 55 días de asedio al distrito de las legaciones, las tropas chinas de Zaiyi y los bóxers se rindieron, y la corte imperial, incluyendo a la regente Cixi, al emperador Guangxu y al propio Yikuang huyeron a Xi'an. Una vez a salvo, Yikuang y  Li Hongzhang fueron enviado por la emperatriz viuda Cixi a negociar la paz con la Alianza de las Ocho Naciones después de que invadieran Pekín. Yikuang y Li Hongzhang firmaron el Protocolo Bóxer el 7 de septiembre de 1901. Durante la conferencia, Yikuang fue percibido como un mero figurante, mientras que las negociaciones reales fueron conducidas por Li Hongzhang. Al regresar a Pekín como miembro principal de la corte imperial, Yikuang persistió en sus viejas costumbres, y fue despreciado no sólo por los reformistas, sino también por los funcionarios moderados de la corte.
Siguiendo las condiciones del protocolo Bóxer, en junio de 1901 Cixi disolvió el Zongli Yamen y fundó el Waiwubu (外務部; Ministerio de Asuntos Exteriores), el primer Ministerio de Asuntos Exteriores de la historia de China, con Yikuang al frente. En diciembre, el hijo mayor de Yikuang, Zaizhen, fue nombrado beizi. En las discusiones sobre Manchuria, Yikuang "fue más audaz en la resistencia a los rusos [que Li Hongzhang], aunque en última instancia fue débil e incapaz de resistir la presión. Los japoneses lo consideraban una "nulidad", pero este juicio puede haber estado influenciado por el hecho de que no solía aceptar sus consejos". También fue nombrado miembro del Gran Consejo en marzo de 1903. Más tarde, ese mismo año, fue puesto al frente de los ministerios de Finanzas y Defensa – además de su cargo como jefe del Ministerio de Asuntos Exteriores. Sin embargo, fue relevado de sus funciones como yuqian dachen (御前大臣) y sustituido por su hijo mayor, Zaizhen.
Tras la muerte del emperador Guangxu el 14 de noviembre de 1908, la emperatriz viuda Cixi eligió al hijo de dos años de Zaifeng (príncipe Chun) como nuevo emperador. Puyi fue "adoptado" por la emperatriz, por lo que nominalmente ya no era hijo de Zaifeng. La emperatriz viuda Cixi murió al día siguiente, y Puyi fue entronizado bajo el nombre formal de emperador Xuantong.

## Servicio bajo Puyi
Puyi ascendió al trono como Xuantong, con su padre biológico, Zaifeng, sirviendo como regente. En 1911, Zaifeng abolió el Gran Consejo y lo sustituyó por un "Gabinete Imperial", tras lo cual nombró a Yikuang como Primer Ministro del Gabinete Imperial (內閣總理大臣).
Cuando estalló el Levantamiento de Wuchang en octubre de 1911, Yikuang renunció al cargo de primer ministro, ofreciendo su puesto a Yuan Shikai en su lugar, y se nombró a sí mismo como jefe ejecutivo del Bideyuan (弼德院; un organismo gubernamental creado en mayo de 1911 que asesoraba al emperador). Yikuang y Yuan Shikai persuadieron a la emperatriz Longyu para que abdicara en nombre del emperador Xuantong. La emperatriz viuda hizo caso a su consejo en febrero de 1912, y con ello el imperio Chino y la dinastía Qing llegaron a su fin. 

## Vida después de la caída de la dinastía Qing
Tras la caída de la dinastía Qing y el establecimiento de la República de China, Yikuang y su hijo mayor, Zaizhen, amasaron una fortuna y se trasladaron de Pekín a la concesión británica de Tianjin. Más tarde se trasladaron de nuevo a la Residencia del Príncipe Qing (慶王府) en el número 3 de la calle Dingfu, en el distrito de Xicheng de Pekín.
Yikuang murió por enfermedad en 1917 en su residencia. Puyi le concedió el título póstumo de "Príncipe Qingmi del Primer Rango" (慶密親王). Ese mismo año, Li Yuanhong, el Presidente de la República de China, dio permiso a Zaizhen para heredar el título de Príncipe Qing.

## Familia
Consortes:
- Dama Hegiya (合佳氏), dio a luz a Zaizhen
- Dama Liugiya (劉佳氏), dio a luz a Zaibo y Zailun
- Dama Bolod (博罗特氏)
- Dama Jingiya (金佳氏)

Descendientes:
- Zaizhen, el hijo mayor de Yikuang
- Zaibo (載搏), segundo hijo de Yikuang
- Tercer hijo, sin nombre, murió prematuramente
- Cuarto hijo, sin nombre, murió prematuramente
- Zailun (載倫), quinto hijo de Yikuang. Se casó con la hija de Sun Baoqi, mientras que su propia hija se casó con el hijo del hermano menor de la emperatriz Cixi, Guixiang (桂祥).
- Sexto hijo, sin nombre, murió prematuramente
- 12 hijas